# Танеслемт
Танеслемт (также томбукту, тимбукту; англ. taneslemt; nslemt, tanaslamt, timbuktu, timbuktoo, timbuctú, tumbutu; фр. tombouctou; самоназвание: tanəsləmt, tănslmt) — один из диалектов (или языков) юго-западной туарегской группы туарегской ветви берберской семьи.
Распространён в пустынных районах Сахары в центре Мали и на юге Алжира. Численность говорящих на танеслемт вместе с носителями других идиомов юго-западного туарегского ареала в Мали составляет около 340 тыс. человек (2005).

## Классификация
Танеслемт вместе с идиомами тадгхак (ифогха, тадрак, кидаль), арокас (кель арокас), ида у сак (даусак), игухадарен (имажогхен) и игхауилен образуют группу диалектов (или языков) юго-западного туарегского ареала. Традиционно все эти идиомы, включая танеслемт, рассматриваются как диалекты одного языка тамашек. Такая точка зрения согласуется, в частности, с данными лексикостатистики. В то же время в ряде исследований туарегских языков юго-западные туарегские идиомы выделяются как самостоятельные языки, или же представляют диалектные группы двух языков — тадхак и тимбукту.
Согласно классификации туарегских языков А. Ю. Айхенвальд и А. Ю. Милитарёва, танеслемт вместе с близкими ему языками хейауа, западный тауллеммет, такарангат, тадгхак (ифогхас) образуют группу тамашек в составе южной группы туарегской ветви. Этой группе противопоставлены языки тамажек (ида у сак (даусак), игхауилен и имажогхен (игухадарен)) и язык кель арокас. В составе языка танеслемт при этом выделяются диалекты шерифен, кель антессар и другие.
В классификации, опубликованной в работе С. А. Бурлак и С. А. Старостина «Сравнительно-историческое языкознание», танеслемт представлен как один из трёх языков западнотуарегской группы наряду с языками западный тауллеммет и тадгхак.
В справочнике языков мира Ethnologue под названием танасламт (тимбукту, томбукту) упоминается как один из двух диалектов языка тамашек (или один из двух самостоятельных языков группы тамашек).

## Ареал
Ареалом носителей языка/диалекта танеслемт являются центральные районы Мали — южная часть территории области Томбукту вдоль среднего течения реки Нигер, в окрестностях городов Томбукту и Гундам. В самом городе Томбукту численность туарегов танеслемт составляет менее 10 % (более 80 % населения города — представители народа сонгай). Часть туарегов танеслемт откочевала в Алжир (в районы Ахаггар, Тидикельт и Туат) в результате засух 1970—1980-х годов.

## Социолингвистические сведения
А. Ю. Милитарёв отмечает, что на языке танеслемт говорят представители туарегских общностей (племён), живущих в окрестностях Томбукту — кель-антессар, шери-фен, тенгерегиф, шабун, кель тамалай, икурсатен, кель гуси и другие.